# Matthias Wallbaum

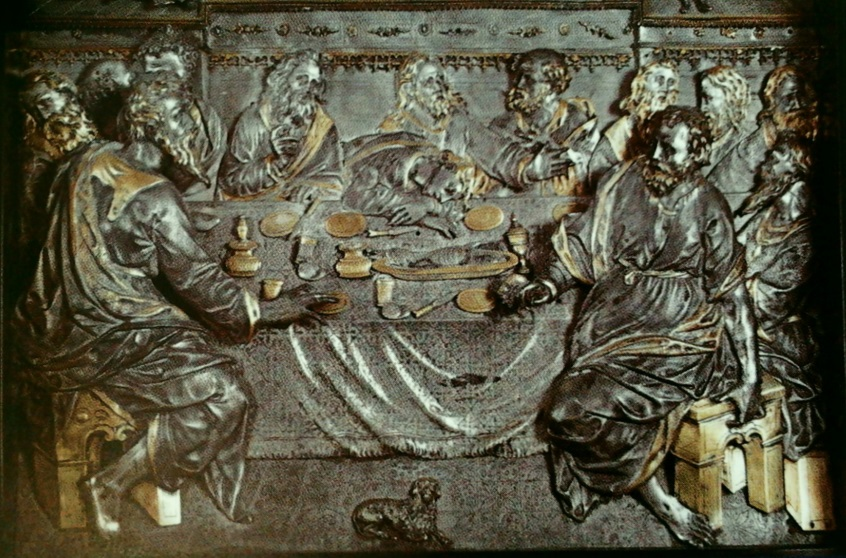
Abendmahl Jesu (Visitantinnen-Kirche, Warschau.)

Matthias Wallbaum, auch Mathäus Wallbaum bzw. Walbaum (* um 1554 in Kiel; † 10. Januar 1632 in Augsburg) war ein deutscher Goldschmied.
Wallbaum erhielt seit 1569 in Lübeck seine erste Ausbildung. Ab 1579 ist sein Wirken in Augsburg belegt. 1590 wurde er Goldschmiedemeister. Er gehörte seit 1610 zu jenen Kunsthandwerkern, die an der Anfertigung des Pommerschen Kunstschranks mitwirkten, wobei er für diesen eine Gruppe von Musen auf dem Parnass gestaltete. Außerdem schuf er in einigen Variationen eine Diana auf einem Hirsch in Gestalt von Trinkspielen. Ferner verfertigte er Hausaltäre sowie Schreib- und Toilettenkästchen in Ebenholz und Silber.